# 919 Ilsebill
919 Ilsebill, asteroid glavnog pojasa. Otkrio ga je Max Wolf, 30. listopada 1918.

## Vanjske poveznice
- Minor Planet Center